# ألفونسو داستيس
ألفونسو داستيس (بالإسبانية: Alfonso Dastis)‏ هو سياسي إسباني ولد في ( 5 أكتوبر سنة 1955) بمدينة شريش، عُين في 4 نوفمبر 2016 وزيرًا للشئون الخارجية الإسبانية.

## روابط خارجية
- ألفونسو داستيس على موقع IMDb (الإنجليزية)